# 빌라발렐론가
빌라발렐론가(이탈리아어: Villavallelonga)는 이탈리아 아브루초주 라퀼라도에 있는 코무네이다. 아브루초-라치오-몰리세 국립공원(Parco Nazionale d'Abruzzo, Lazio e Molise)에 포함된다.